# Kállay Kálmán (református lelkész)
Kállay Kálmán (Pozsony, 1890. október 11. – Debrecen, 1959. július 14.) református lelkész, egyetemi tanár, sémi filológus, bibliafordító. 1941–42 között a Debreceni Tudományegyetem rektora, illetve többször dékán a hittudományi karon. Tevékenyen részt vett a Károli-féle bibliafordítás átdolgozásában. Hamar Istvánnal és Czeglédy Sándorral közösen írta a Bibliai Lexikont, továbbá szakértőként közreműködött az 1948-as énekeskönyv végső kialakításában. A második világháború után a Magyar Bibliatanács Ószövetségi Szakbizottságának elnöke, egészen haláláig.

## Élete
Kállay Kálmán 1890. október 11-én született, Magyarország egyik legrégebbi ősnemesi családjába. Apja Kállay Ferenc, aki a  magyar királyi pozsonyi 13. Honvéd Gyalogezred főfegyvermestere volt. Édesanyja Árvay Julianna volt. Hárman voltak testvérek egy lány és két fiú: Julianna Zsuzsanna, Kálmán és Lajos. Tanulmányait a Pozsonyi Evangélikus Líceumban végezte 1901–1909 között, és érettségijét is itt szerezte. Teológiát egyrészt Pozsonyban tanult, 1909–1911 között a Pozsonyi Evangélikus Teológiai Akadémián, majd 1911–1913 között a pápai református kollégium teológiai akadémiájának hallgatója volt. Utrechtben folytatott még tanulmányokat a Stipendium Bernardium ösztöndíjasaként. Több nyelven is beszélt: német, angol, holland, francia, olasz, román, szlovák, latin, görög, héber, arámi, arab.
Lelkészi oklevelét Pápán szerezte, majd a pozsonyi református egyházközségnél volt segédlelkész 1914-ben. Bukarestben szolgált a külföldi református misszióban, ahol a magyarság gondozását végezte főképpen, továbbá hitoktató, és segédlelkész volt. Később a horvátországi Kórógy lelkésze lett. Felesége, Vadas Anna a bukaresti elemi iskolák igazgatónője volt, akit 1916-ban feleségül vett. 1918-ban visszatért Bukarestbe, ahol esperesi-tanfelügyelői állást foglal el. Az első világháború után, 1920-ban menekülnie kellett. A pápai református teológiára került, ahol sikeresen habilitált. 
A háború után az Országos Gyermekvédő Liga aktív tagja, melyért 1925-ben a Magyar Vöröskereszt érdemrenddel tüntették ki.
1928. januárjában, Sass Béla halálával megüresedett a debreceni tudományegyetem hittudományi karának ószövetségi tanszéke, ahova ez év októberében ki is nevezték. Később négyszer volt dékánja az egyetemnek. A második világháború alatt a zsidóüldözést ellenezte.
1950-től, ahogy az Egyetemet és a Teológiai kart különválasztották, onnantól megszűnt egyetemi tanári státusza, s már csak a Tiszántúli Református Egyházkerület Teológiai Akadémiájának professzoraként működött. Itt hébert, bevezetéstant és írásmagyarázatot tanított.
1959.július 14-én hal meg Debrecenben.

## Munkássága
Kállay Kálmán pápán habilitált 1920-ban. Beadott dolgozatának címe: Jeremiás próféta élete és működése a Biblia filológiai és történeti kritikája alapján. Szeptembertől itt tanított, és ez idő alatt a budapesti tudományegyetemen sémi filológiából doktorált. Munkásságának fontos eleme volt a filológiai munka, és a nyelvek ismerete. 1929–31-ben megjelent a Bibliai lexikon, melyet id. Czeglédy Sándorral és Hamar Istvánnal közösen készítettek el.
1934-ben megjelent egy tanulmánya Izráel első három királya a Koránban és a mohamedán legendákban címmel. 1936-ban egy fontos tanulmányt írt Kálvin, mint zsoltármagyarázó címmel. 1940-ben az egyetemes konvent énekügyi bizottsága felkérte őt, hogy a Szenci-Molnár Albert féle zsoltárszöveget nézze át exegetikai szempontból. Így került bele az 1948-as énekeskönyv szakértői közé.
1940-ben a Károli Biblia revíziója kapcsán írt tanulmányokat. Exegetikai tudását e téren hasznosították, és így az 1975-ben megjelent Újfordítású Biblia munkálatainak előkészítője.

## Teológiája
Kállay Kálmán kora ismeretanyagához képest egy magas szintű tudással rendelkezett. Sémi nyelvismeretei miatt az ószövetségi tudományok terén alkotott, de nagy súlyt helyezett az Ószövetség és az Újszövetség kapcsolatának, az ószövetségi jövendöléseknek és a Messiás személyére vonatkozó bibliai tanításoknak az értelmezésére. Az ószövetség történet kritikai korának magyar alakja. „Teológiai álláspontja az egyházias kálvinizmus irányzatához sorolható, amennyiben szaktudományos munkáiban érvényesítette a vallástudományi teológiai történeti kriticizmusát.” A mózesi könyvek Wellhausen féle forráselméleti paradigmáját elfogadta kiindulásként. Továbbá Pierre Daniel Chantepie de la Saussaye elméletetit a vallástudomány terén.  Mindemellett megállapítható hogy a bibliai keresztyénség és a református hitvallásos el talaján állt. Bevezetéstani könyvének a koncepcióján érződik, hogy egy átlagos teológus alap tudásanyagának megalapozására szolgál. Az említett mű előnye, hogy az oktatásban is alkalmazható, nevekkel nem túlterhelt, de mégis tudományosan megalapozott mű. A Pentateuchos kritikai történetének leírásakor az Ilgen, Eichorn, Astruc által képviselt régebbi okmányhipotézist nem tartja jó útnak. A Geddes és Vater által leírt töredékhipotézist elveti. A kiegészítés és újabb okmányhipotézisekkel kapcsolatban is megjegyzi: „… van egy határ, melyen egyik hipotézis sem tud túljutni.”  A Pentateuchos irodalomkritikai vizsgálatánál Wellhausen és Graf eredményeit tartja helytállónak, és kiemeli, hogy a Pentateuchos előállása gazdagabb attól, mint amit egyetlen elmélet le tud írni. Kutatásai a prófétai iratok mellett a zsoltárexegézisekre is kiterjedek.

## Művei
- Jeremiás próféta élete és működése a Biblia filológiai és történeti kritikája alapján (Debrecen, 1925)
- Az Ó-Testamentum felfogása a halál utáni életről: Bibliai vallástörténeti tanulmány (Debrecen 1926)
- Kerk-inrichting en kerkelijke toestanden in het Hongaarsche gereformeerde protestantisme (Wageningen)
- Ószövetségi-bevezetés (Debrecen, 1930)
- Héber nyelvtan (Debrecen, 1930)
- Bibliai lexikon : segédkönyv a Biblia tanulmányozásához / Szerkesztette: Czeglédy Sándor, Hamar István, D. dr. Kállay Kálmán (Budapest, 1931)
- Ószövetségi exegézis 1932-33 II. félév (Debrecen, 1933)
- Izrael első három királya a Koránban és a mohamedán legendákban (Debrecen, 1934)
- A tudományos és hívő teológia védelme: Válasz "A református teológia védelme I. és II." c. könyvre (Debrecen, 1938)
- Ószövetségi exegesis Genesis 1-4.r. ; Exodus 19-24 r. (Debrecen, 1938)
- A vizsolyi biblia ótestamentomi részének exegetikai értéke (Debrecen, 1940)
- Jézus és az Ószövetség. (Debrecen, 1941)
- Tisza István bibliasága (Debrecen, 1941)
- Héber nyelvtan: D. Dr. Kállay Kálmán egy. ny. r. tanár előadása (Debrecen, 1949)
- Kéziratban megmaradt exegézise: 79–82. zsoltár (1949–50) 83. zsoltár (1950), 85–87. zsoltár (1951), 95–98. zsoltár (1953), 90–98. zsoltár (1953), 111–114. zsoltár (1957), 115–118. zsoltár (1958), 120–134. zsoltár (1959)

## Szakirodalom
- ERDŐS K.: D.Dr. Kállay Kálmán (1890–1959) in Református Egyház 17/1959, 366–367.
- KÁLLAY: A tudományos és hívő teológiai védelme. Válasz "A Református theológia védelme I. és II." című könyvre, Debrecen, Városi nyomda, 1938.
- KÁLLAY K.: Ószövetségi bevezetés, Debrecen, A debreceni teológus gyülekezet kiadása, 1949.
- KOVÁCS G.: Hit – Tudomány – Közélet. A debreceni tudományegyetem református hittudományi kara (1914–1950) professzorainak életrajzi adattára és életútleírása. Magyarországi egyetemi tanárok életrajzi adattára 1848–1944 II., Budapest, Eötvös kiadó, 2014.